# 大和銀行ニューヨーク支店巨額損失事件
大和銀行ニューヨーク支店巨額損失事件（だいわぎんこうニューヨークしてんきょがくそんしつじけん）は、1995年（平成7年）に発覚した、アメリカ合衆国を舞台とする経済犯罪事件である。

## 概要
1983年、アメリカ合衆国でマツダ自動車のディーラー営業等を経て大和銀行ニューヨーク支店の本社採用嘱託行員となった井口俊英は、変動金利債権の取引で5万ドルの損害を出す。損失が発覚して解雇されることを恐れた井口は、損失を取り戻そうとアメリカ国債の簿外取引を行うようになる。
井口は書類を偽造して、損失を社内でも限られた人間しか知らないシステムコードで隠蔽していたため、表面的には利益を出しており、上司の信用も増していった。同支店の管理体制には、国債のトレーダーと支店の国債保有高や取引をチェックする人とが同一人物という不備が存在しており、支店長は「海外で箔を付けにやってくる『飾り物』」という状態であったため、支店ナンバー2として実質的に支店業務を統括していた井口の不正は12年も発覚せず、1995年には大和銀行の損失は、当初の2万倍以上に膨張し、最終的に11億ドル（当時の対円ドル為替レートで約1100億円）にも膨れ上がった。
井口は、膨れ上がった膨大な負債を処理しようと、ますます大きなトレードを行うようになった。あまりにビッグプレーヤーになってしまった井口の取引は、市場参加者に井口の手を容易に読まれて、市場で捌ききれなくなり、完全に破綻してしまった。
1995年7月、井口は遂に不正による巨額損失を、藤田彬ら大和銀行上層部に手紙を送り告白。突然の知らせに、銀行上層部はこの損失に関して日本の大蔵省へ報告した。しかし米連邦捜査局はその手紙を読んでおり、井口に面会を求め、アメリカでの捜査を開始する。
またアメリカ連邦準備制度理事会（FRB）への報告が、大蔵省からの報告から6週間後と後手に回り、アメリカ合衆国連邦政府から「隠蔽」と判断される結果となった。
大蔵省より、事実発表を遅らせるよう指示があった（大和銀行株主代表訴訟判決文より）。
しかし、この一連の出来事によりFRBが、かえって大和銀行に厳しい処分を下す結果をもたらした。1996年2月28日、大和銀行は司法取引に応じ16の罪状を認め、当時の米刑法犯の罰金としては、史上最高額といわれる3億4千万ドル（当時の為替レートで約350億円）の罰金を払い、大和銀行はアメリカ合衆国から完全撤退という厳罰が下された。

## 関連書籍
- 井口俊英 『告白』 （文藝春秋、1997年）
- 水野隆徳 『大和銀行事件』 （ダイヤモンド社、1996年）